# 妻木廣忠
妻木廣忠（1514年—1582年7月7日），日本戰國時代至安土桃山時代的武將。美濃國土岐郡妻木城城主（第12代）。

## 略歷
在永正11年（1514年）出生。仕於尾張國的戰國大名織田信長，後來成為明智光秀的與力。天正10年6月2日（1582年6月21日），光秀在本能寺之變中殺死信長。同年6月13日（1582年7月2日），光秀在山崎之戰中被羽柴秀吉擊敗。在近江國坂本城被攻陷後，於天正10年6月18日（1582年7月7日）在西教寺作成關係者一族的墓後，在墓前自殺。